# Max Matthes

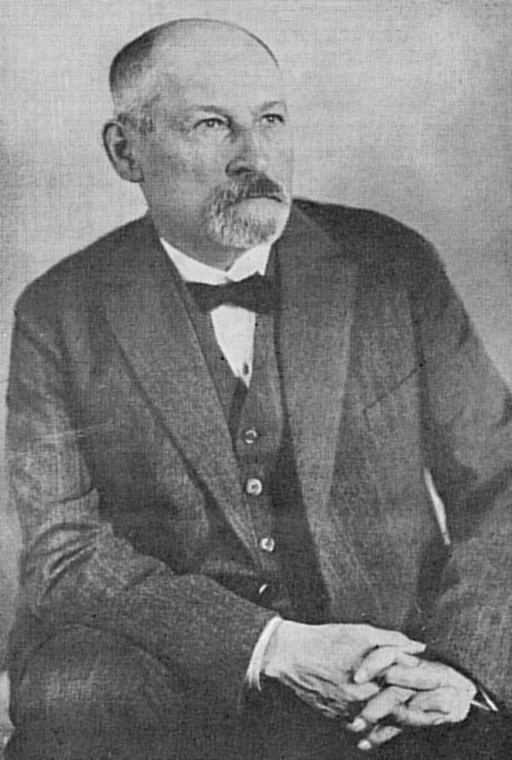
Max Matthes

Max Erich Richard Matthes (* 7. Februar 1865 in Groß Salze bei Magdeburg; † 26. März 1930 in Meran) war ein deutscher Hochschullehrer für Innere Medizin.

## Leben
Matthes studierte Medizin an der Friedrich-Wilhelms-Universität zu Berlin, der Ludwig-Maximilians-Universität München, der Eberhard Karls Universität Tübingen und der Universität Jena. In Jena wurde er Mitglied der Landsmannschaft Rhenania. 1889 wurde er in München promoviert.  Nach Assistentenjahren in Pirna und Jena habilitierte er sich 1893 in Jena. 1897 wurde er an der Universität Jena zum a.o. Professor ernannt. 1905 wurde er Chefarzt der Inneren Abteilung der Krankenanstalt Lindenburg in Köln. 1911 erhielt er den Lehrstuhl für Innere Medizin an der Philipps-Universität Marburg. Im Ersten Weltkrieg wurde er zum Generalarzt ernannt. Als Beratender Internist war er an der Ostfront. Die Albertus-Universität Königsberg berief ihn 1916 als o. Professor für Innere Medizin. 1921/22 war er Rektor der Universität Königsberg. 1925 wurde er in die  Deutsche Akademie der Naturforscher Leopoldina gewählt.
Sein Sohn war der Internist Karl Matthes (1905–1962).

## Hauptwerke
- Lehrbuch der klinischen Hydrotherapie für Studierende und Ärzte, Jena 1900 (2. Aufl. 1903);
- Lehrbuch der Differentialdiagnose innerer Krankheiten, Berlin 1919 (13. Aufl. 1950);
- Infektionskrankheiten, Leipzig 1920 (2. Aufl. 1923).